# Джансу, Бюшра
Бюшра Джансу (тур. Büşra Cansu; род. 16 июля 1990, Гёльджюк) — турецкая волейболистка, центральная блокирующая турецкого «Эджзаджибаши» и сборной Турции.

## Карьера
Карьеру волейболистки Бюшра Джансу начинала в молодёжной команде стамбульского клуба «Эджзаджибаши», где играла с 2004 по 2008 год. В то же время она входила в состав национальной юниорской сборной Турции, выиграв с ней серебряную медаль на юниорском чемпионате мира 2007 в Мексике.
В сезоне 2008/09 она дебютировала на профессиональном уровне за «Эджзаджибаши» в Первой лиге Турции. В том же сезоне Джансу в его составе стала обладательницей Кубка Турции, повторив этот успех и в сезоне 2010/11. В 2009 году она дебютировала за национальную сборную в рамках Евролиги, а затем с ней завоевала бронзовую медаль на чемпионате Европы 2011.
В 2011—2012 годах «Эджзаджибаши» с Джансу дважды выигрывал Суперкубок Турции, Кубок Турции и чемпионат 2011/12, Джансу была признана лучшей блокирующей лиги в том сезоне. В тот же период она со сборной Турции завоевала бронзу на Мировом Гран-при 2012 и серебро на XVII Средиземноморских играх в турецком Мерсине.
В сезоне 2014/15 Джансу получила свои первые трофеи на международном клубном уровне: став в составе «Эджзаджибаши» победителем Лиги чемпионов 2014/15, а затем и двух чемпионатов мира среди клубов. С национальной сборной Джансу выиграла золотую медаль на I Европейских играх.
В августе 2015 года Джансу вышла замуж за турецкого баскетболиста Дениза Кылычлы.

## Достижения

### Клубные
- Чемпионат Турции: 2011/12

- Кубок Турции: 2008/09, 2010/11, 2011/12

- Суперкубок Турции: 2011, 2012

- Чемпионат мира среди клубов: 2015, 2016

- Лига Чемпионов ЕКВ: 2014/15

### В сборной
- юниорский чемпионат мира 2007
- Средиземноморские игры 2013
- Montreux Volley Masters 2015
- Европейские игры 2015

### Индивидуальные награды
- 2012 — чемпионат Турции: лучшая стеной
- 2015 — Montreux Volley Masters: лучшая блокирующая